# CFU-GM

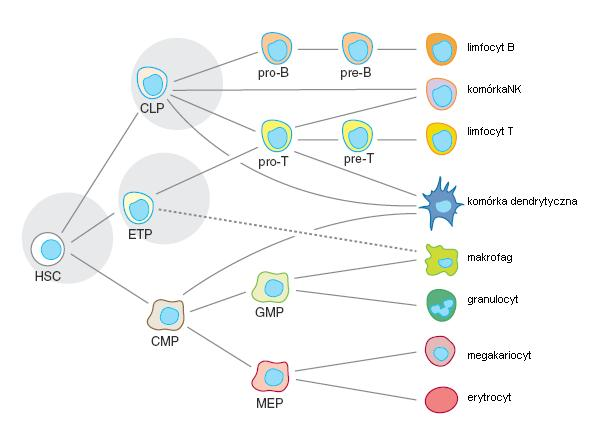
Миелоидная линейка. Надписи по-польски.

CFU-GM, или КОЕ-ГМ, или миеломонобласт — это бипотентная гемопоэтическая стволовая клетка, общий предшественник клеток миелоидного ряда (миелобластов) и клеток моноцитарного ряда (монобластов). В свою очередь, CFU-GM происходят от CFU-GEMM (КОЕ-ГЭММ, или иначе говоря мультипотентных гемопоэтических стволовых клеток, они же промиелобласты).
Аббревиатура «GM» означает «гранулоциты» — Granulocytes и «моноциты» — Monocytes, они же «макрофаги» — Macrophages.
CFU-GM, или КОЕ-ГМ, или миеломонобласты, являются общими предшественниками монобластов и миелобластов.
Размножение клеток этого ряда стимулируется гранулоцитарно-макрофагальным колониестимулирующим фактором ().

## Разногласия относительно происхождения различных форм гранулоцитов
Среди специалистов имеются некоторые разногласия относительно того, какие именно разновидности гранулоцитов происходят от CFU-GM клеток, а какие от других типов предшественников.
- Существует практически полный консенсус специалистов по поводу того, что нейтрофилы происходят от CFU-GM.

- Некоторые источники утверждают, что базофилы тоже происходят от CFU-GM, однако эозинофилы происходят от другого подтипа гемопоэтических стволовых клеток, который в отличие от CFU-GM не происходит от CFU-GEMM — а именно, от так называемых CFU-Eos, или CFU-Eo (КОЕ-Эоз, КОЕ-Эо).[2]

- Другие источники утверждают, что базофилы также не происходят от CFU-GM, а тоже происходят от другого подтипа гемопоэтических стволовых клеток, который в отличие от CFU-GM не происходит от CFU-GEMM — а именно, от так называемых CFU-Baso, или CFU-Bas, CFU-B (КОЕ-Базо, КОЕ-Баз, КОЕ-Б).[3]